# Who You Love
«Who You Love» —en español: «Quien amas»— es una canción escrita e interpretada por John Mayer con la colaboración de la cantante y compositora estadounidense Katy Perry, incluida en el sexto álbum de estudio de Mayer, Paradise Valley (2013). Aparece como la sexta canción del disco y es el tercer sencillo del disco. Mayer coproducido la canción con Don Was y lanzado como una descarga de Internet el 12 de agosto de 2013. Líricamente, "Who You Love" es una balada sobre la aceptación de enamorarse de alguien, en torno a la idea de que "amas que te gusta". La canción ha sido elogiado por la crítica y ha recibido críticas en su mayoría positivas.

## Video musical
El 3 de diciembre de 2013, UNICEF Snowflake Ball en Nueva York, Perry confirmó que el video fue filmado recientemente con el director Sophie Muller. Perry describió el vídeo como «épico» y «bella». El video fue lanzado el 17 de diciembre de 2013 en el programa Good Morning America. El video muestra escenas de varias parejas de la vida real, incluyendo Mayer y Perry, montado en un toro mecánico, así como escenas de la pareja cantando juntos. Hacia el final del video, Mayer dispara un cañón de confeti, mientras que la pareja montar el toro, y los fuegos artificiales llueven detrás de ellos. Durante el estreno de video en Good Morning America, Perry dijo que el uso del toro mecánico es una metáfora sobre amor: «Las relaciones son algo así como montar a un toro - usted se aferra para salvar su vida a veces uno tiene un poco de dinero aquí y allá, pero usted consigue de nuevo». En el video, Mayer dijo: «Hemos establecido el Casting para parejas reales Es tan auténtica-. Que estaban teniendo un buen momento No hay nada con guion en ese video, excepto poner el toro en el medio del desierto».

## Posicionamiento en listas

### Listas semanales
| Listas (2013)                             | Mejor posición |
| ----------------------------------------- | -------------- |
| Australia (ARIA)                          | 95             |
| Canadá (Canadian Hot 100)                 | 70             |
| Estados Unidos (Billboard Hot 100)        | 48             |
| Estados Unidos (Adult Top 40)             | 18             |
| Estados Unidos Hot Rock Songs (Billboard) | 11             |